# 我的男孩只會親手毀壞心愛玩具
我的男孩只會親手毀壞心愛玩具是美国创作歌手泰勒·斯威夫特制作的歌曲，收录于第十一张录音室专辑《苦难诗社》（2024年）。此曲由斯威夫特和杰克·安东诺夫制作，是一首带有行进军鼓和新浪潮音樂元素的合成器流行曲。此曲以毁坏玩具为比喻，讲述某人遭爱人回避后与其分手的心路。
部分乐评人称赞歌曲旋律动听，但也有评论家认为歌词意象冗余或毫无新意。我的男孩只會親手毀壞心愛玩具在Billboard Global 200榜最高排名第6，且在澳大利亚、加拿大、爱尔兰、新西兰、菲律宾、新加坡和美国名列前10。2024年，斯威夫特在時代巡迴演唱會两度演唱此曲。

## 背景和发行
斯威夫特完成《午夜》（2022年）后，用了近两年制作第十一张录音室专辑《苦难诗社》。她认为《苦难诗社》是自己的“生命线”，而在媒体报道她的私人生活以及她与喬·歐文、马蒂·希利和特拉维斯·凯尔西的关系时，她才开始构思这张专辑。2024年4月19日，此专辑由Republic唱片发行。
我的男孩只會親手毀壞心愛玩具是标准版专辑的第三首歌曲。此曲和誰會害怕從前那個渺小的我？是专辑中唯二仅由斯威夫特作曲的歌曲。2024年5月10日，斯威夫特在時代巡迴演唱會的第二场巴黎出演，在规定歌单之外用钢琴弹奏此曲。斯威夫特将此次表演的录音收录于《苦难诗社》的限量数字版。2024年8月17日，她在伦敦演出中用钢琴弹奏此曲与科尼岛的混搭曲。
2024年8月3日，斯威夫特将我的男孩只會親手毀壞心愛玩具用钢琴弹奏的“初稿版”收录于另一张《苦难诗社》的限量数字版。初稿版与标准版相比，多了几句歌词。

## 音乐和歌词
斯威夫特和杰克·安东诺夫制作我的男孩只會親手毀壞心愛玩具，而安东诺夫也为此曲编程，并演奏低音吉他、鼓组、电吉他和合成器。斯威夫特则为此曲弹奏钢琴。歌曲由劳拉·西斯克（Laura Sisk）和奥利·雅各布斯（Oli Jacobs）在杰克·曼宁（Jack Manning）和乔恩·谢尔（Jon Sher）的协助下，于洛杉矶康威录音室和纽约Electric Lady录音室录制。谢尔班·盖内亚为此曲混音，而布赖斯·博尔多纳（Bryce Bordone）在維珍尼亞海灘MixStar录音室负责工程，蘭迪·美林则制作母带。
我的男孩只會親手毀壞心愛玩具时长3分23秒，是一首速度适中的 合成器流行歌曲，特征为合成器长音、响亮低音和行进军鼓。美联社的玛丽亚·舍曼（Maria Sherman）称此曲的风格“与新浪潮相似”，而PopMatters的伊戈尔·班尼科夫（Igor Bannikov）将行进军鼓与我的另類羅曼史的曲风相提并论。《爱尔兰时报》的芬恩·麦克雷蒙德（Finn McRemond）认为此曲以低音为主的风格类似于斯威夫特的《舉世盛名》（2017年）。
斯威夫特向亚马逊音乐表示，我的男孩只會親手毀壞心愛玩具叙述“某人成为对方最爱的玩具，却在损坏后遭受抛弃”。她又指此曲的主题是否认事实：“可能在这世界上，尽管这段爱情损害心灵、无可救药，它却依然有挽回的希望”。此曲讲述旁白（斯威夫特）的爱人再三逃避问题，而旁白以玩具为喻，描述遭爱人抛弃的心路。歌词与玩具有关，如熔化的塑料玩偶和校园游乐场上砸坏的沙堡。歌中的旁白在分手前想再三考虑自己失败的恋情，记述爱人对她渐渐失去热情（But you should've seen him when he first got me；“但你早该看到他拿到我时候的模样”），以及双方再给彼此一次机会（；“我用过种种理由解释我们为什么还可以挽回爱情；我知道，我只是重复自己，而你只会将我束之高阁”）。
旁白在副歌称自己的恋情有害（My boy only breaks his favorite toys, toys, oh, I'm queen of sandcastles he destroys；“我的男孩只会弄坏心爱的玩具……我是沙堡的女王，却任他毁坏”），而爱人对她漠不关心（He saw 'forever' so he smashed it up；“他窥见了‘永远’，便毁之于一旦”）。（“我们做戏比我们和那些Ken玩耍更为深刻 / 因为他将我拿出玩具盒，再窃走我苦难的心”）这段歌词描述爱人在分手后克服悲痛，也提及《Barbie芭比》中的男玩偶Ken，呼应2023年电影网络迷因芭本海默。

## 评价
部分评论家称赞我的男孩只會親手毀壞心愛玩具的作曲。《告示牌》的杰森·利普舒茨（Jason Lipshutz）在评价双碟专辑《苦难诗社：The Anthology》时，将此曲排在第17/31。他认为此曲洪亮有力，“应该受到体育场般的待遇”。《荷里活報道》的瑞安·菲什（Ryan Fish）称其为“有感染力的耳虫”。有些乐评人认为我的男孩只會親手毀壞心愛玩具的作曲在整张专辑中最为突出，如班尼科夫、No Ripcord的戴维·科尔曼（David Coleman）和Beats Per Minute的约翰·沃尔马克（John Wohlmacher），而沃尔马克也称赞斯威夫特在歌中探索音域。《偏锋杂志》的乔纳森·基夫（Jonathan Keefe）和《每日电讯报》的尼尔·麦考密克认为此曲副歌动听，有能力在电台上流行。
Vulture的奈特·琼斯（Nate Jones）认为此曲“比你想象中还要悲惨”。柯夢波丹的考特妮·杨（Courtney Young）在30首斯威夫特的分手歌的排名中，将其排在第26。商业内幕的考利·阿尔格里姆（Callie Ahlgrim）在首评中称此曲与《1989 (重制版)》（2023年）的私藏版歌曲类似，所以对她而言并不特殊。她也指此曲的“套路很快听腻”，因此不突出。一星期后，她在另一则评论中将此曲的评价从“背景音乐”改为“值得一听”。《衛報》的亚历克西斯·彼得里迪斯和安妮·扎列斯基觉得斯威夫特在此曲的作词十分熟练。《泰晤士报》的威尔·霍奇金森附议，但也提到“合成器流行风格的伴奏平凡又伤感，与奇异迷人的歌词不相配”。
另一方面，Paste的一位匿名记者认为此曲“的歌词功力是斯威夫特的另一个低谷”，又说斯威夫特在“跟着我们随处可见的芭本海默狂热”；Exclaim!的亚历克斯·赫德森（Alex Hudson）称歌曲“只是一首……平平无奇的合成器流行乐”。Pitchfork的奥利维娅·霍恩（Alex Hudson）认为歌词比喻不够深切，“发挥学校主题，以致引喻失义”。

## 商业表现
《苦难诗社》发行后，有9首在《告示牌》全球二百大單曲榜首次排名前10。我的男孩只會親手毀壞心愛玩具的首次排名和最高排名为第6。在美國，此曲於《告示牌》百大單曲榜首次排名第6。它和《苦难诗社》的其他歌曲在那一周的单曲榜中包揽前14。在澳大利亚，此曲在澳大利亚唱片业协会榜最高排名第6，且获澳大利亚唱片业协会的白金认证。此曲也在UK Streaming Chart榜排名第10、在英國單曲下載榜排名第88，并获得英国唱片业协会的银认证。
我的男孩只會親手毀壞心愛玩具在加拿大（6）、新西兰（7）、菲律宾（9）、新加坡（7）的榜单名列前10；也在丹麦（17）、葡萄牙（15）、瑞典（13）、马来西亚（11）和阿拉伯联合酋长国（14）的榜单名列前25；还登上比利时（17）、卢森堡（12）、和爱尔兰（10）的《告示牌》Hits of the World榜单。

## 制作人员
取自《苦难诗社》的專輯註釋。
- 泰勒·斯威夫特 – 主唱、钢琴、词曲、监制
- 杰克·安东诺夫 – 监制、音乐编程、鼓组、电吉他、电贝斯、穆格（英语：Moog synthesizer）、Juno（英语：Roland Juno-60）、M1（英语：Korg M1）
- 劳拉·西斯克 – 录音
- 奥利·雅各布斯 – 录音
- 乔恩·谢尔 – 工程助手
- 杰克·曼宁 – 工程助手
- 谢尔班·盖内亚 – 混音
- 布赖斯·博尔多纳 – 工程
- – 母带制作
- 瑞安·史密斯（Ryan Smith） – 唱片母带制作

## 榜单表现
| 榜单（2024年）                             | 最高排名 |
| ------------------------------------------ | -------- |
| 阿根廷（Argentina Hot 100）                | 80       |
| 澳大利亚（澳大利亚唱片业协会單曲榜）       | 6        |
| 比利时（《告示牌》）                       | 17       |
| 巴西（Brasil Hot 100）                     | 50       |
| 加拿大（Canadian Hot 100）                 | 6        |
| 丹麦（Tracklisten）                        | 17       |
| 法国（法國唱片出版業公會）                 | 49       |
| 全球（Billboard Global 200）               | 6        |
| 希腊（國際唱片業協會希臘分會國際單曲榜）   | 11       |
| 印度（印度音乐产业协会）                   | 14       |
| 爱尔兰（《告示牌》）                       | 10       |
| 卢森堡（《告示牌》）                       | 12       |
| 马来西亚（马来西亚唱片工业公会国际單曲榜） | 11       |
| 新西兰（新西兰唱片音乐协会）               | 7        |
| 挪威（世道單曲榜）                         | 29       |
| 菲律宾（《告示牌》）                       | 9        |
| 葡萄牙（葡萄牙唱片業協會单曲榜）           | 15       |
| 新加坡（新加坡唱片業協會）                 | 7        |
| 斯洛伐克（百強數位單曲榜）                 | 39       |
| 南非（《告示牌》）                         | 17       |
| 西班牙（西班牙音樂製作協會）               | 43       |
| 瑞典（瑞典最熱榜）                         | 13       |
| 瑞士（瑞士热门音乐串流榜）                 | 18       |
| 阿拉伯联合酋长国（國際唱片業協會）         | 14       |
| 英國（官方榜单公司下載榜）                 | 88       |
| 英国（官方榜单公司串流榜）                 | 10       |
| 美国（《告示牌》百大單曲榜）               | 6        |

## 销量认证
| 地區                           | 认证 | 认证单位/销量 |
| ------------------------------ | ---- | ------------- |
| 澳大利亚（澳大利亚唱片业协会） | 白金 | 70,000‡       |
| 新西兰（新西兰唱片音乐协会）   | 金   | 15,000‡       |
| 英国（英国唱片业协会）         | 银   | 200,000‡      |
| ‡僅含認證的+實際銷量           |      |               |